# México Forestal
México Forestal (abreviado Mexico Forest.) fue una revista de publicación periódica enfocada en temas forestales, editada en México por la Sociedad Forestal Mexicana. Estuvo en activo entre 1923 y 1978, con una pausa entre 1955-1958. Fue fundada por Miguel Ángel de Quevedo, quien fungió como director editorial desde 1923 y hasta 1946. Entre los miembros del Comité de Redacción General, tras la muerte de Quevedo, destacaron el ingeniero agrónomo Julio Riquelme Inda y los ingenieros forestales Antonio Herrerías Sosa y Gilberto Serrato Abrego. A partir de 1959, al iniciar la Segunda poca de la revista, Herrerías Sosa se desempeñó como director editorial hasta el último número de México Forestal, en 1978.